# Lista de afixos do esperanto
Os Afixos  (sufixos e prefixos) são muito importantes para o Esperanto, pois eles são os responsáveis pela formação das palavras neste idioma.

## Prefixos

### Bo-
Parentesco por casamento. 
Exemplo: patro, pai. Bopatro, sogro.

### Dis-
Em todas as direções. 
Exemplo: doni, dar. Disdoni, distribuir.

### Ek-
Incoativo, isto é,  quando a ação acontece  começa subitamente. 
Exemplo: vidi, ver. Ekvidi, avistar.

### Eks-
Não mais, "ex". 
Exemplo: reĝo, rei; Eksreĝo, ex-rei.

### Fi-
Infame. 
Exemplo: domo, casa; Fidomo, casa infame.

### Ge-
Ambos os sexos. 
Exemplo: patro, pai; Gepatroj, pais (pai e mãe).

### Mal-
Forma antônimos. 
Exemplo: bona, bom; Malbona, mau.

### Mis-
Não correto; errado; impróprio. 
Exemplo: uzi, usar. Misuzi, fazer uso impróprio.

### Pra-
Tempo remoto,  quando se trata de parente ancestral ou de um tempo muito distante do presente. 
Exemplo: avo. avô; praavo, bisavô. historio. história ; Prahistorio, Pré-história.

### Re-
Novamente; na direção inversa. 
Exemplo: veni, vir. Reveni, voltar.

## Sufixos

### -Aĉ-
Pejorativo, de má qualidade. 
Exemplo: domo, casa; domaĉo, casebre.

### -Ad-
Ação contínua ou repetitiva.
Exemplo: kanti, cantar; kantado, cantoria.

### -Aĵ-
Algo concreto. 
Exemplo: alta, alto; Altaĵo, colina.

### -An-
Membro, que pertence a.
Exemplo: Kristo, Cristo; kristano, cristão.

### -Ar-
Forma o coletivo.
Exemplo: arbo, árvore; arbaro, floresta.

### -ĉj-
Cria nome carinhoso masculino (após 2 a 5 letras do nome)
Exemplo: patro, pai; paĉjo, papai.

### -Ebl-
O que pode-se fazer.
Exemplo: legi, ler; legebla, legível.

### -Ec-
Ideia abstrata.
Exemplo: rapida, rápido; rapideco, rapidez.

### -Eg-
Aumentativo; muito grande; muito forte
Exemplo: varma, quente. Varmega, quentíssimo

### -Ej-
Lugar, onde.
Exemplo: kuiri, cozinhar; kuirejo, cozinha.

### -Em-
Inclinação ou gosto.
Exemplo: dormi, dormir; Dormema, ensonado, dorminhoco/a.

### -End-
Deve-se fazer.
Exemplo: legi, ler; Legenda, que deve ser lido.

### -Er-
Fragmento, pedaço. 
Exemplo: sablo, areia; sablero, grão de areia

### -Estr-
Pessoa: que dirige, governa, preside.
Exemplo: lernejo, escola; Lernejestro, diretor de escola

### -Et-
Diminutivo; muito pequeno; muito fraco.
Exemplo: varma, quente; varmeta, morno/a.

### -Id-
Filhote, descendente.
Exemplo: hundo, cachorro/cão; hundido, filhote de cachorro/cão.

### -Ig-
Fazer, tornar.
Exemplo: labori, trabalhar; laborigi, fazer trabalhar.

### -Iĝ-
Fazer-se, torna-se.
ruĝa, vermelho; ruĝiĝi,	avermelhar-se.

### -il-
Instrumento, meio
Exemplo: Tranĉi, cortar; tranĉilo, faca

### -In-
Indica o sexo feminino.
Exemplo: knabo, garoto; knabino, garota.

### -Ind-
Digno de; mérito.
Exemplo: legi, ler; leginda, digno de ser lido/a.

### -Ing-
Algo, no qual se coloca aquilo ao qual dará suporte.
Exemplo: glavo, espada; glavingo, bainha de espada.

### -Ism-
Maneira de pensar, sistema.
kristano. cristão; kristanismo, cristianismo.

### -Ist-
Profissão, ocupação contínua/maneira de pensar.
Exemplo: labori, trabalhar; laboristo, trabalhador.

### -Nj-
Nome carinhoso feminino (após 2-5 letras do nome).
Exemplo: patrino, mãe; panjo, mamãe.

### -Obl-
Forma numerais multiplicativos;vezes.
Exemplo: du, dois; Duoblo, dobro.

### -On-
Forma numerais fracionários:
Exemplo: du, dois; duono, metade.

### -Op-
Forma numerais coletivos; em grupos de. 
Exemplo: Du, dois; duope, em grupos de dois, dupla.

### -Uj-
Continente total. 
Exemplo: mono, dinheiro. Monujo, carteira de dinheiro.

### -Ul-
Pessoa deste modo (qualidade)
Exemplo: juna-jovem; junulo- o jovem

### -Um-
Usado para derivar palavras de relação imprecisa com a raiz. 
Exemplo: komuna, comum; komunumo, comunidade.

## Observações
Muitos afixos podem ser utilizados simultaneamente e independentemente. Por exemplom patro, pai. Bogepatroj - sogros (sogro e sogra). Ilo, instrumento. Ekas, começa.